# Verwaltungsgemeinschaft Nordkreis Weimar
De Verwaltungsgemeinschaft Nordkreis Weimar in het landkreis Weimarer Land in de Duitse deelstaat  Thüringen is een gemeentelijk samenwerkingsverband waarbij 16 gemeenten zijn aangesloten. Het bestuurscentrum bevindt zich in Berlstedt.

## Deelnemende gemeenten
- Ballstedt (287)
- Berlstedt ()
- Buttelstedt, Stadt ()
- Ettersburg (685)
- Großobringen ()
- Heichelheim ()
- Kleinobringen ()
- Krautheim ()
- Leutenthal ()
- Neumark (477)
- Ramsla ()
- Rohrbach ()
- Sachsenhausen ()
- Schwerstedt ()
- Vippachedelhausen ()
- Wohlsborn ()

Am Ettersberg ·
Apolda ·
Bad Berka ·
Bad Sulza ·
Ballstedt ·
Bechstedtstraß ·
Blankenhain ·
Buchfart ·
Daasdorf a. Berge ·
Döbritschen ·
Eberstedt ·
Ettersburg ·
Frankendorf ·
Großheringen ·
Großschwabhausen ·
Hammerstedt ·
Hetschburg ·
Hohenfelden ·
Hopfgarten ·
Ilmtal-Weinstraße ·
Isseroda ·
Kapellendorf ·
Kiliansroda ·
Kleinschwabhausen ·
Klettbach ·
Kranichfeld ·
Lehnstedt ·
Magdala ·
Mechelroda ·
Mellingen ·
Mönchenholzhausen ·
Nauendorf ·
Neumark ·
Niedertrebra ·
Niederzimmern ·
Nohra ·
Obertrebra ·
Oettern ·
Ottstedt a. Berge ·
Rannstedt ·
Rittersdorf ·
Saaleplatte ·
Schmiedehausen ·
Tonndorf ·
Troistedt ·
Umpferstedt ·
Vollersroda ·
Wiegendorf